# Šitá krajka

Šitá krajka

Šitá krajka je umělecká ruční textilní technika, pracující s jednou nekonečnou nití. Šitá krajka pravděpodobně vznikla uvolňováním okraje a plochy tkaniny tak, že se rozvolněný kus tkaniny upevňoval a obšíval. Pokud se v tkanině vytáhlo více útků nebo nití mimo okraj, vytvářel se vzdušný, obšitím ozdobený pás – šitá krajka. Později se z tkaniny úplně uvolnila a vznikala i obšíváním volného vzoru podle předlohy samostatně.

## Historie
První zmínky o šité krajce byly nalezeny v dokumentech již z 3. a 4. století př. n. l. Tato technika byla známá již ve starém Řecku a v Byzantské říši, i když jejich postupy a tvary byly poněkud jiné, než jaké jsou dnes známy.
Historikové uvádějí, že šitá krajka je nejstarším typem krajky a její vznik datují do období antiky. Znalost šité krajky si zachovala Byzanc, odkud se tato technika dostala do Itálie a od 14. století se rozšiřovala do celé Evropy. Koncem 15. století se na obrazech v Benátkách objevují krásné krajky. V této době se krajky stávají ozdobou ložního prádla, ale i oděvů, zejména velkých okružních límců a na rukávech.
Nejstarší typ šité krajky se nazývá "reticelle" (retičele), které se skládají z geometrických vzorů. První reticelle vznikaly vytahováním a znovu obšíváním nití ve tkanině. Až do 16. století si italská krajka zachovala původní kostru tkaniny. Obliba krajky začala stoupat, vzory jsou stále bohatší a složitější. Krajka se postupně uvolňuje od tkaniny a začíná se šít samostatně. Místo všívání do tkaniny se vzor přistehuje k pergamenu a po dokončení se z pergamenu odtrhne.
V renesanci vzniká vzor symetrickým řazením rovnocenných prvků vedle sebe. Vzor je komponován tak, aby jej bylo možné použít i v jiné technice.
V baroku se usiluje o větší uplatnění vzoru a tím i o větší vzdušnost krajky. Vzor se zvětšuje, až pokryje celou plochu krajky. Nejsou již soustředěni jen na detail, ale na celkovou působivost celku. Vzor komponují speciálně pro určitou techniku.
V druhé polovině 17. století jsou benátské krajky na svém vrcholu a jsou proslaveny svými bohatými květy a plastičností. Flanderské krajky následují benátský styl, ale jsou jemnější a méně plastické. Ke konci 17. století se květinové vzory zmenšují a skládají se z proplétaných obrazců.
Ve Francii byly oblíbené benátské i flanderské krajky. Převážně byly krajky dováženy přes Anglii, díky čemuž krajky získaly název "Anglické krajky", což vlastně byla bruselská krajka dovážená přes Anglii. Obranou proti dovozu a pašování krajek byly pak ve Francii založeny Královské manufaktury francouzských krajek roku 1665, kde pracovaly benátské i flanderské krajkářky. Tím vznikla francouzská krajka, styl Ludvíka XIV. Krajka se stává módou na francouzském dvoře i na mužských oděvech, dále se objevuje na kloboucích a obuvi. Francouzská krajka má oblibu v symetrii, úponky se vinou kolem svislých os a baldachýny obklopují prvky z královského repertoáru (slunce, koruna). Itálie ztrácí prvenství. Francouzská a španělská krajka se navzájem ovlivňují. Ve Španělsku krajky nosí především šlechta.
V rokoku mizí úplně důstojnost a plastičnost šité krajky. Všeobecná snaha odhmotnění dala krajce největší možnost uplatnění. Šitá krajka se začala převážně zhotovovat na tylovém podkladě. Na něm se pak objevuje úžasná tónovaná malba s bohatstvím námětů. V době Ludvíka XVI. se krajky nosí hlavně řasené. Nad bohatostí vzorů a zdobením vítězí lehkost materiálu, dekor se přesouvá jen na okraje. Po francouzské revoluci krajkářství upadá.
Romantismus 19. století nepřináší žádné nové vzory nebo zdobení šitou krajkou, nanejvýš módu kopírování starých historických krajek všech stylů. V tomto období chybí dostatek samostatného tvůrčího ducha.

### Česko
V Česku se šitá krajka zhotovovala např. v Krušnohoří, a to tzv. bruselské krajky a "points", které se tvořili z nití, hedvábí a plátna.
V 18. a začátkem 19. století začaly vznikat krajkářské školy.

## Příprava šité krajky
Přípravné práce všech druhů šité krajky probíhají stejným způsobem, rozdíl může být pouze v použitém materiálu. Vzor (výtvarný návrh) se přiloží na lesklé plátno (voskované, knihařské apod.) a vzor se vypíchá do voskovaného plátna jehličkou (1-3 mm mezery). Poté se voskové plátno sestehuje s dvojitým plátnem (kaliko) a začnou se zhotovovat kontury vzoru. Silnější příze se začne klást na kontury vzoru a obnitkovávat slabou nitkou (kladená nit), kterou bude možné později lehce přetrhnout. Ve chvíli, kdy jsou hotové kontury, pokračuje se s šitím výplní. Po vyplnění všech požadovaných políček se kontury znovu obšívají zdobným stehem (obkoužkují se) s několika podkladovými nitěmi. Ve chvíli, kdy je hotové i kroužkování, je možné krajku sejmout z podkladu. Po straně se mezi dvojitým plátnem nastřihne přistehování kontur a tyto dvě plátna se od sebe roztrhnou. Vytahají se nitky a poté se z podkladu sejme již očištěná hotová šitá krajka. Podle potřeby či křehkosti se může krajka naškrobit, aby držela lépe svůj tvar.

## Výplně šité krajky
Výplně (půdnice) jsou upínány ke konturám vzoru. Je mnoho druhů výplní, které se dají i různě kombinovat a mohou být doplňovány různými zoubky, pilotkami, pavoučky apod. Výplně se nazývají podle určitého seskupení krajkových stehů. Základní výplně jsou "pláténko" a "tyl".

### Základní výplně
- platénko (podkládané) – nejhustší výplň, může být vzorováno dírkami či ažurou.
- tyl (podkládaný nebo nepodkládaný) – je řidší než pláténko, používá se podkládaný nebo nepodkládaný v různých hustotách. Tylový steh je jednou či vícekrát obmotaný kolem jehly.

### Vzorované výplně - půdnice
- stínovaná technika - používá se pláténko + tyl – kombinací je možné docílit stínování, kdy se z drobného pláténka šije dále větší pláténko, které přechází do podkládaného tylu a končí nepodkládaným tylem.
- výplň dvojsloupková (podkládaná nebo nepodkládaná)
- výplň trojsloupková (podkládaná nebo nepodkládaná)
- výplň řetízková (nepodkládaná)
- výplň řetízková svazovaná (nepodkládaná)
- výplň hrášková (nepodkládaná)
- výplň pavoučková (nepodkládaná)
- výplň šišková (nepodkládaná)
- výplň malý a velký čtverec (nepodkládané)
- výplň střídavá (kombinace krátkých a dlouhých stehů v pravidelných či nepravidelných intervalech)
- výplň šišková (nepodkládaná)
- výplň s dírkami (podkládaná)
- výplň s ažurami (podkládaná)

## Používaný materiál
Pro výrobu šité krajky se používají ty nejjemnější bavlněné nitě. V bruselské krajce jsou používány nitě až do čísla 2 tex, běžná jemnost je 10-15 tex. Možné je použít i len. V moderní krajce je experimentováno s nejrůznějšími textilními materiály.

## Nejznámější druhy šité krajky
- reticella (retičela)
- bruselská krajka
- benátská krajka
- česká síťovaná krajka
- česká lidová krajka
- rosalinová krajka
- francouzská krajka